# Прибутковий будинок Рудь
Прибутковий будинок Софії Львівни Рудь — пам'ятка архітектури і історії місцевого значення в Одесі (охоронний номер будинку 391-Од).. Будинок розташований на розі Ковальської вулиці, 42 та  Тираспольської вулиці.

## Історія
У 1898 році ділянка належала В. і Н. Трандафіловим, у 1900 році — Трандафілову, тоді площа ділянки складала 454 кв. саж. У 1901 році ділянку придбала А. Тарнопольська, на замовлення якої у наступному році архітектор В. М. Берг спорудив з боку Тираспольської вулиці чотириповерховий прибутковий будинок. Між 1905 та 1907 роками ділянку придбав А. М. Бродський, між 1908 та 1909 роками новим власником став Марк Мойсейович Мазор, між 1912 та 1913 роками ділянку придбала Софія Львівна Рудь. На її замовлення у 1913 році був споруджений п'ятиповерховий прибутковий будинок з торговими приміщеннями. За радянських часів квартири будинку були перетворені у комунальні.

## Архітектура
Будинок розташований уздовж Ковальської вулиці, у бік Тираспольської вулиці виходить торцева частина фасаду. На першому поверсі будинку розташовані торгові приміщення, на інших — житлові. Рівні стель 1-4 поверхів нового будинку і будинку спорудженого у 1902 році збігаються у наслідок того, що східний кінець старого будинку було додано до складу нової споруди з надбудовою п'ятого поверху і переробкою фасаду.
Незважаючи на великий розмір нового будинку у ньому розташований лише один парадний під'їзд, вхід до якого розташований у центрі фасаду з боку Ковальської вулиці. Фасади будинку виконані у стилі неокласицизму, найбільш виразним є оздоблення 4-5 поверхів, які було з багатьох точок на Тираспольській вулиці. Кут будинку закруглений, його вінчає ротонда тосканського ордеру із шпилем. Кут будинку і фасад по Ковальської вулиці підкреслені кріповками, де зосереджені широкі вікна з балконами. На п'ятому поверсі кріповок розташовані подвійні колони. Під дахом будинку влаштований глибокий виразний карниз. На фасаді з боку Тираспольської вулиці під час спорудження будинку встановлена мармурова таблиця на якій вказаний рік спорудження і автор будинку.
Парадний під'їзд будинку є просторим, освітлюється великими вікнами з боку заднього фасаду. Вікна первісно були вітражними, але останній вітраж на першому поверсі був знищений під час ремонту у 1910-х роках. Сходи є мармуровими, огорожа сходів виконана у стилі неокласицизму. Майданчики під'їзду облицьовані кахлями поширеного дизайну, також у будинку встановлений ліфт радянської конструкції.

## Галерея

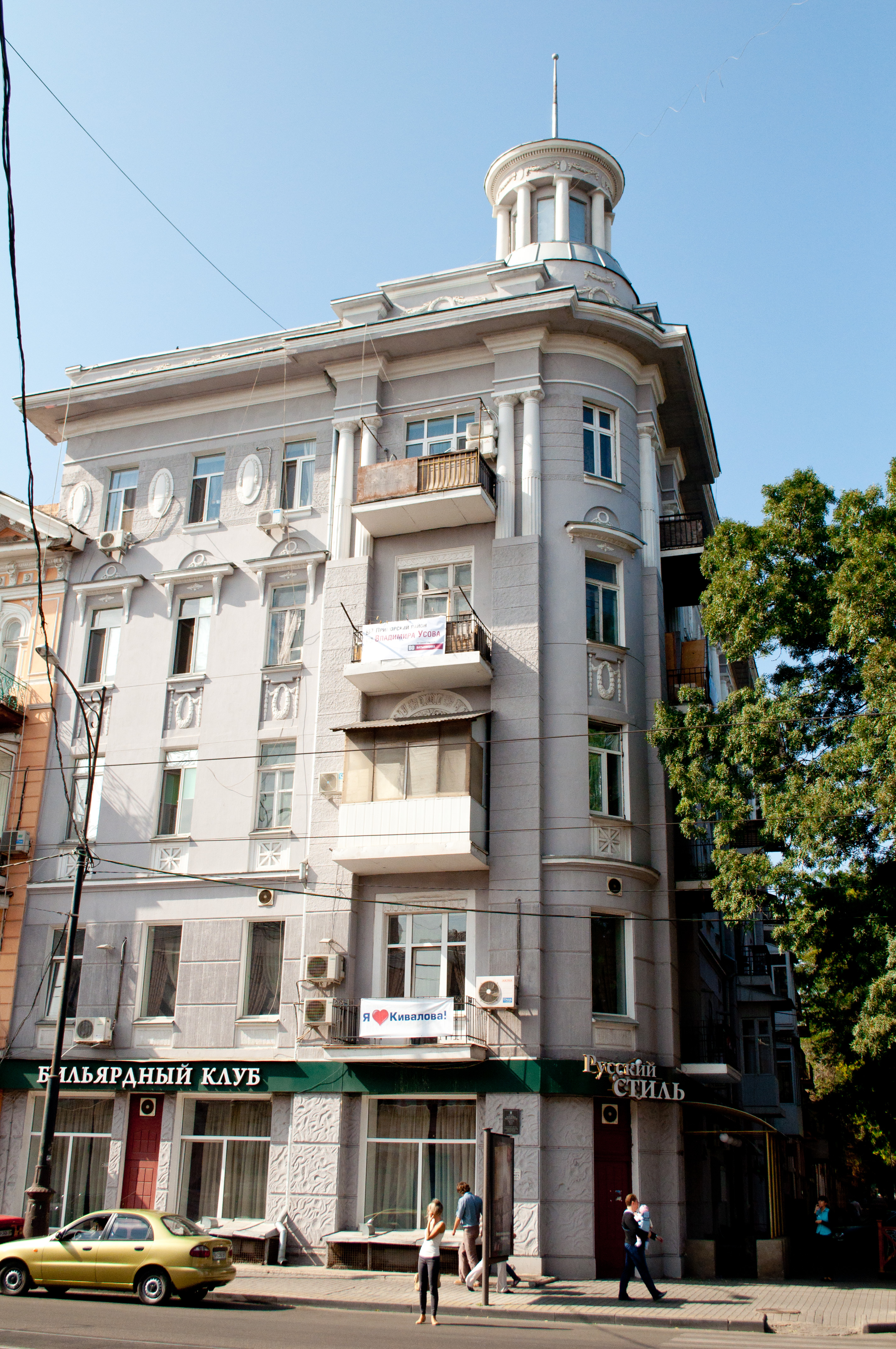
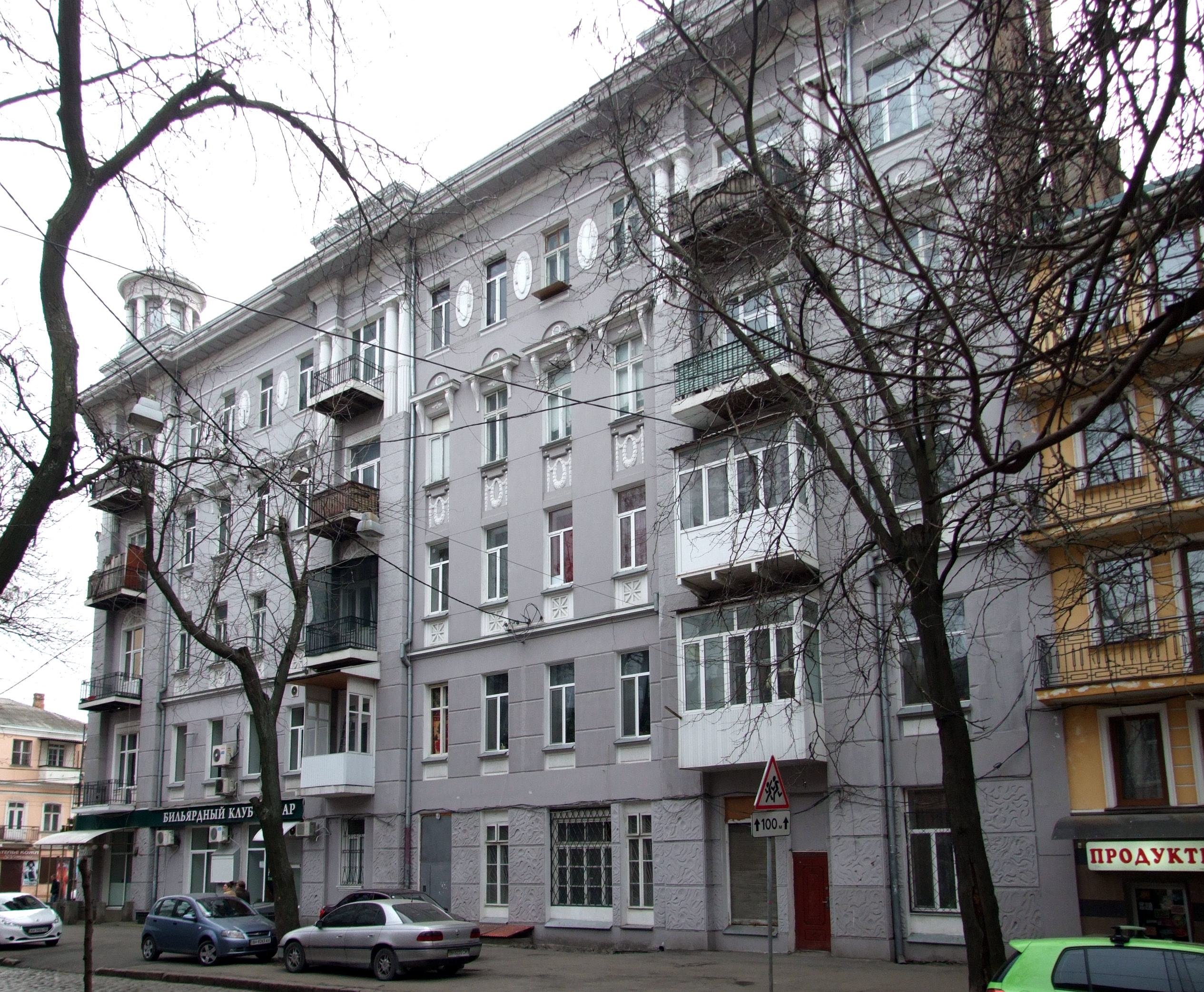
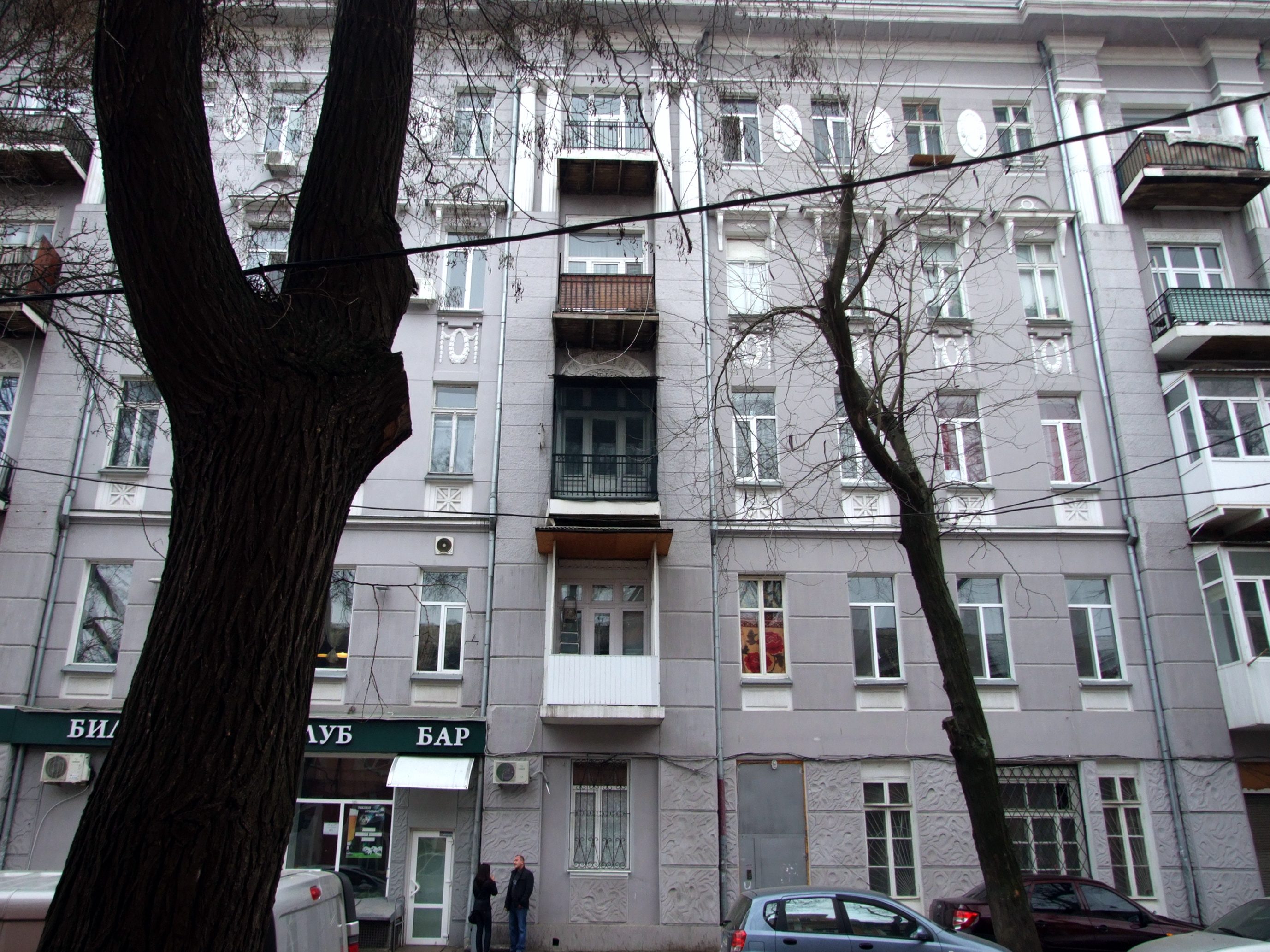
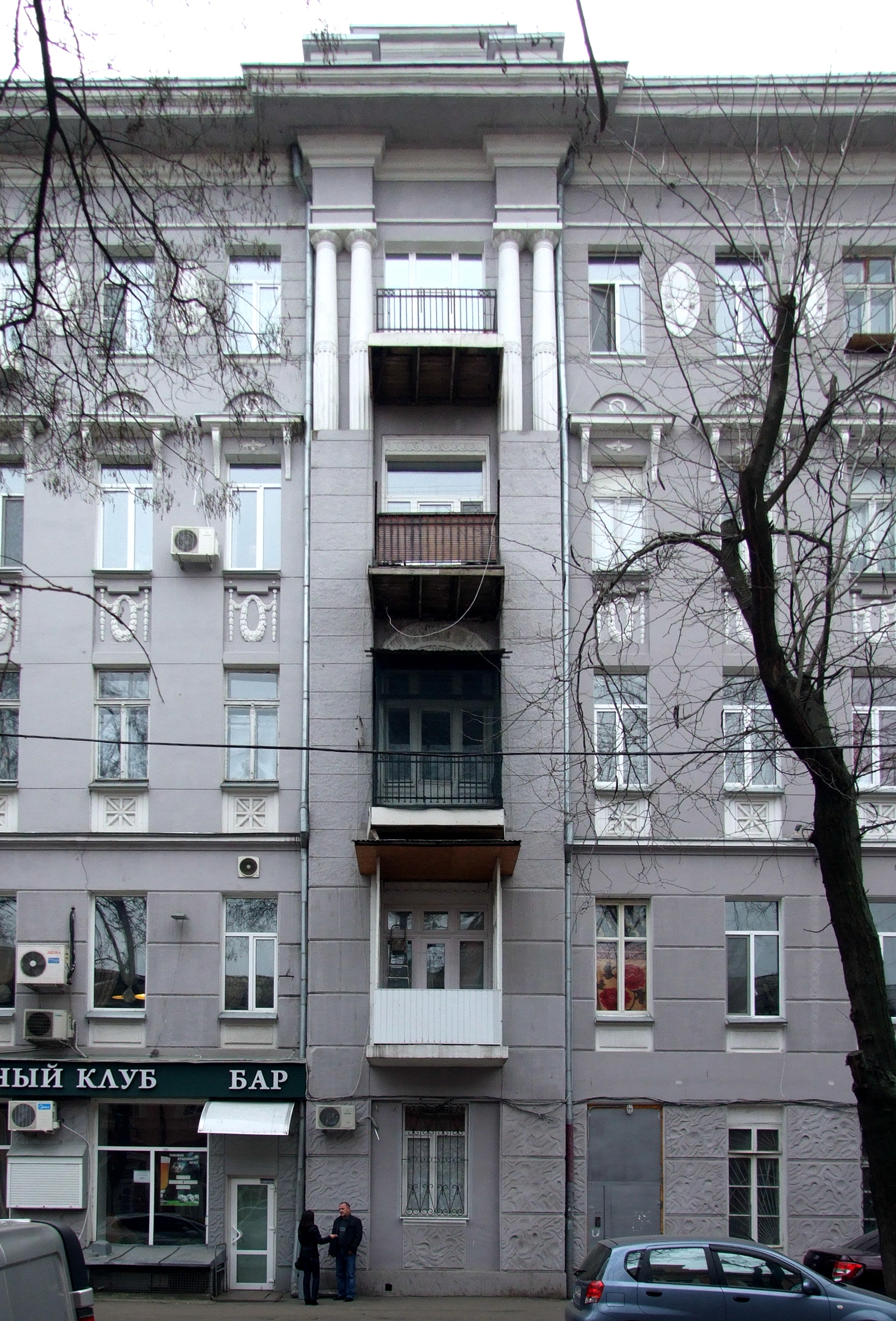
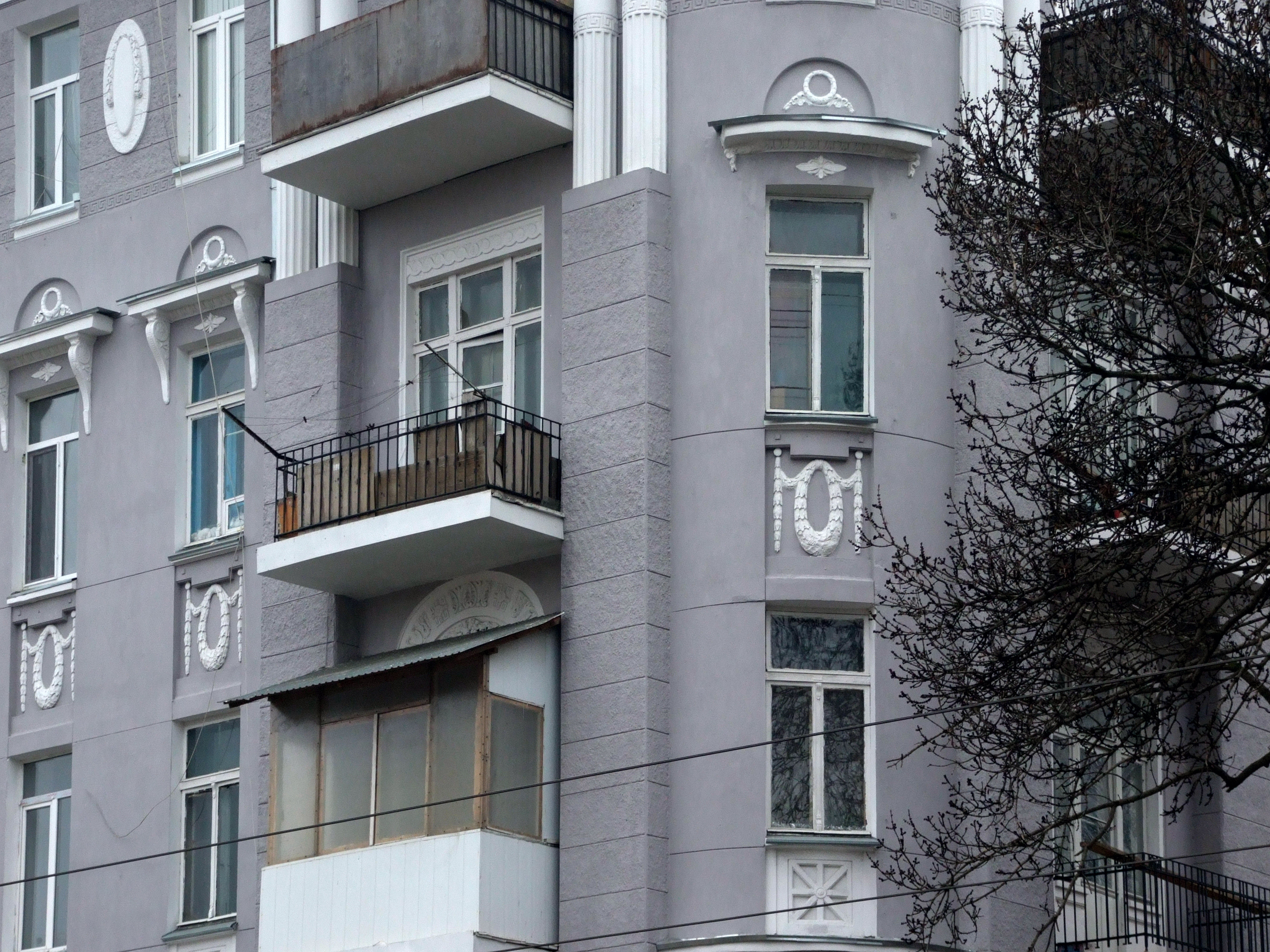
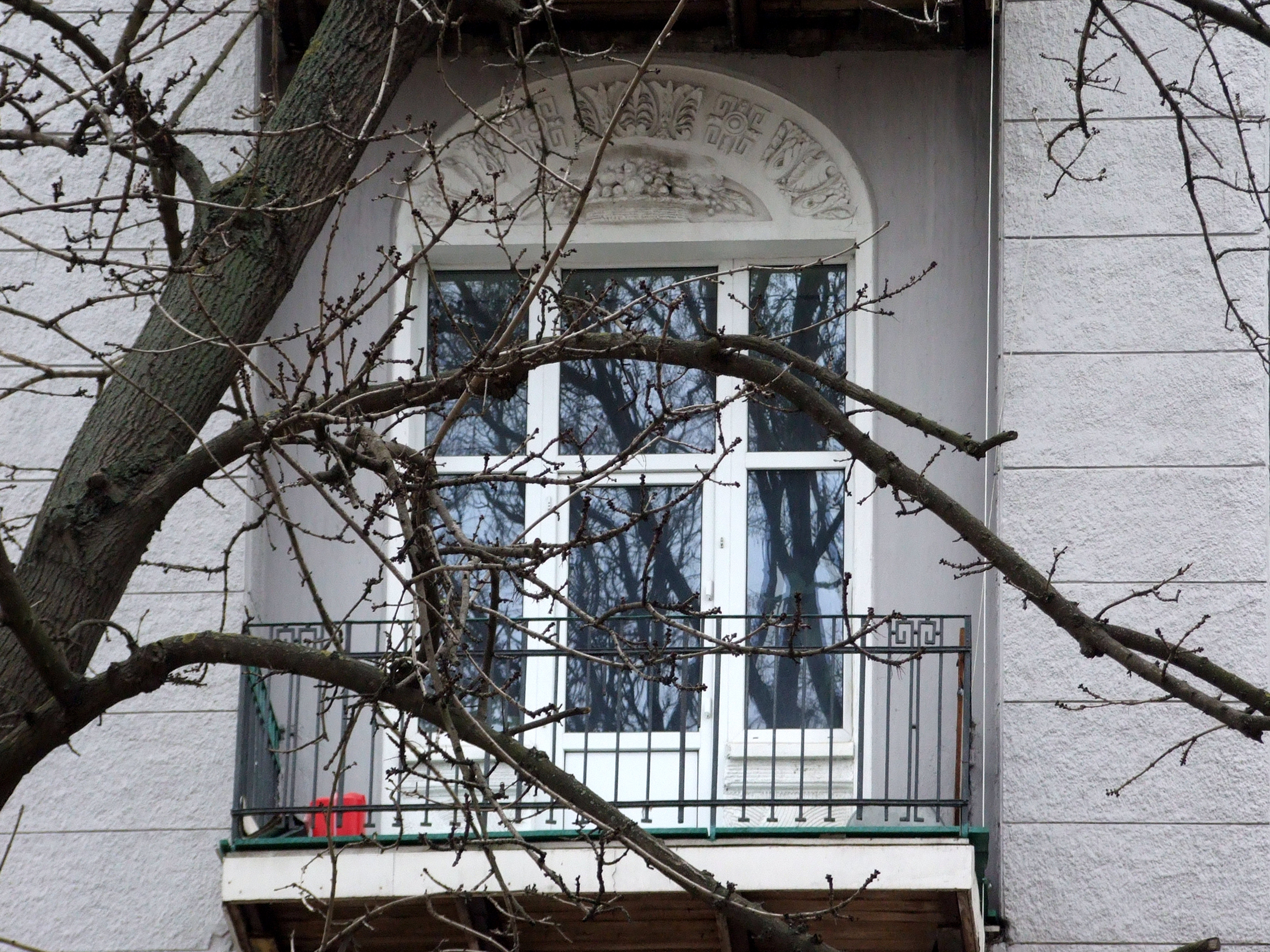
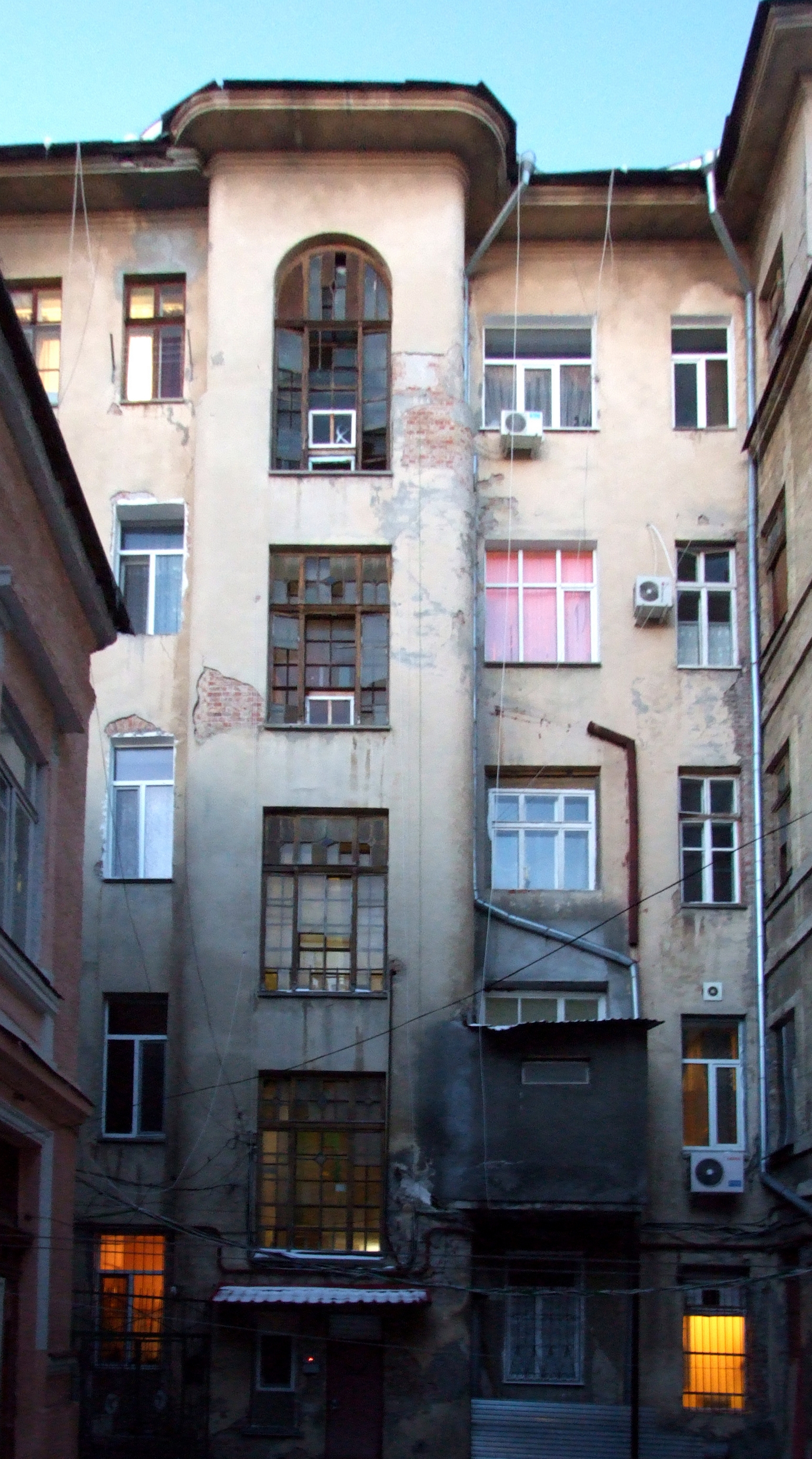
Задній фасад з вікнами парадної сходової клітки.
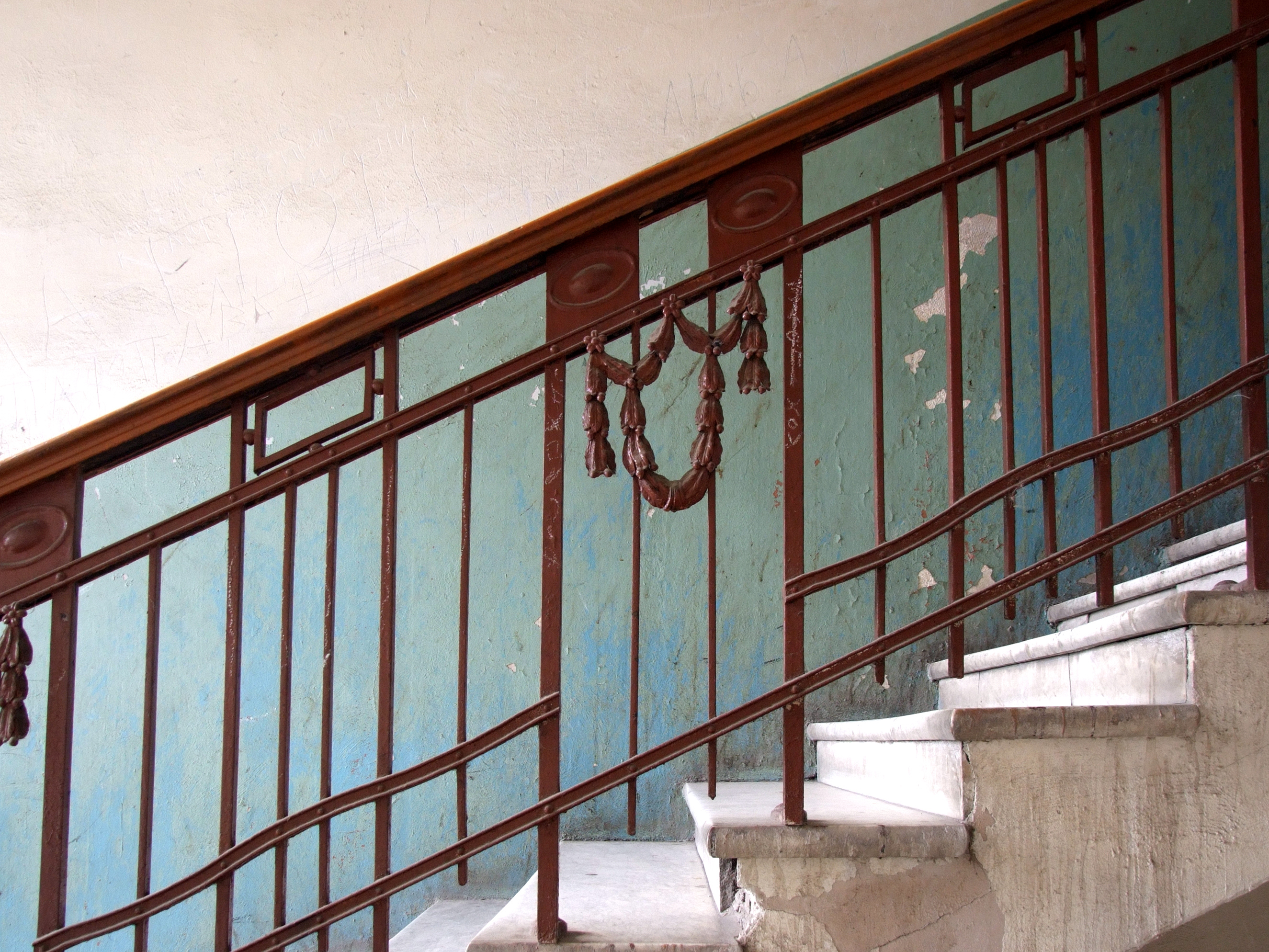
Огорожа парадних сходів.